# Stads fartygstunnel

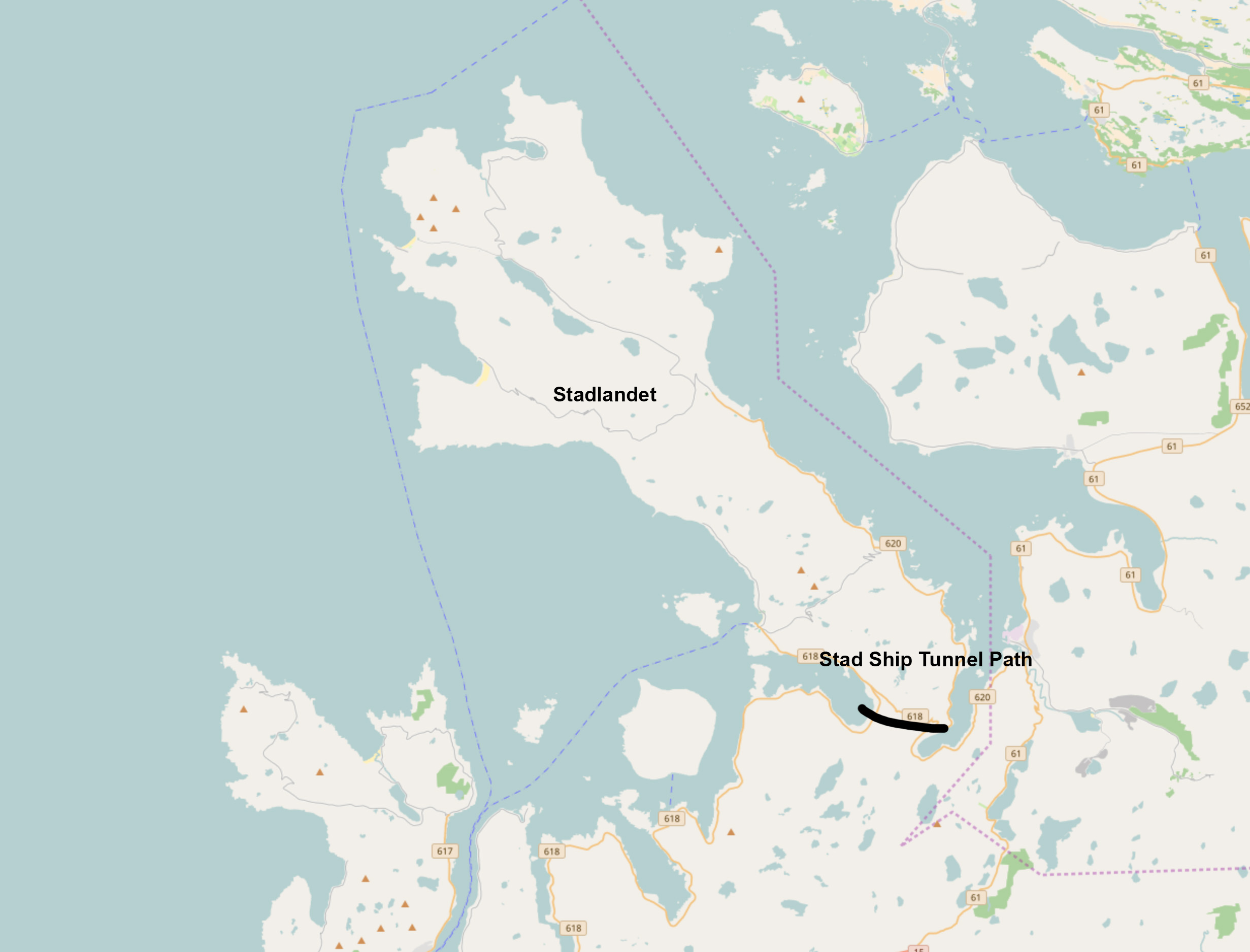
Lokalisering av tunneln

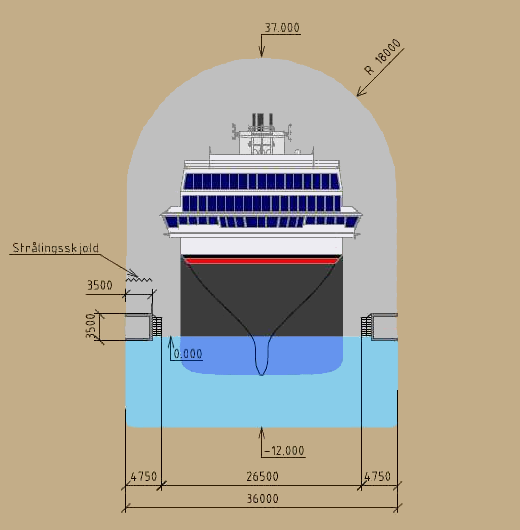
Illustration som visar profilen på Stads fartygstunnel

Stads fartygstunnel, Stad skipstunnel, är ett planerat norskt projekt för att spränga en tunnel som kanal för stora fartyg genom Stadlandet i Stads kommun i Vestland fylke. Byggstart är planerad till tidigast 2026.
Stadlandet saknar skärgård och är en av de mest väderutsatta halvöarna i Norge. Utanför går en del av fartygsleden utmed den norska kusten som anses farlig. Huvudargumentet för att bygga en tunnel är säkerhet och framkomlighet.
Två lokaliseringsalternativ har diskuterats. Det kortaste ligger på Stadlandets smalaste ställe och är en sträcka på omkring 1,7 kilometer från Eide i Moldefjorden till Kjødepollen vid Vanylvsfjorden. Det andra alternativet är en längre sträcka mellan Skårbø och Fløde halvvägs mellan fastlandet och Stadlandets udde. Det kortaste alternativet har bedömts vara mest intressant, efter det att Kystverket lämnade sin utredning om alternativ 2007. Aktuella entreprenörer skulle anmäla sig till en förkvalificering innan slutet av januari år 2025.

## Historik
Under vikingatiden drog sjöfarare sina båtar över "Dragseidet" på Stadlandet i stället för att segla runt halvön.
År 1874 lanserades idén om en fartygstunnel genom Stadlandet i en artikel i Nordre Bergenhus Amtstidende. Från 1990-talet har staten genomfört utredningar. År 2010 lämnades den så kallade "konseptvalgutredningen", i vilken Kystverket gick emot ett tunnelprojekt. År 2013 togs projektet in i Nasjonal transportplan 2014–2023. År 2021 fick norska kustförvaltningen klartecken från Norges transportdepartement för att påbörja förberedelserna för byggandet av Stad fartygstunnel.
Fartygstunneln har tidigare diskuterats som en tunnel för fartyg upp till 5 000 bruttoregisterton. I senare planer har utgångspunkten varit ett alternativ som inbegriper seglats med moderna fartyg på Hurtigruten som M/S Midnatsol, det vill säga drygt 16 000 bruttoregisterton. Tunnelns tänkta mått är 37 meter hög och 36 meter bred.